# Institut de stratégie comparée
Pour les articles homonymes, voir ISC.
L'Institut de Stratégie Comparée est un centre de recherche ayant pour but de faire de la recherche fondamentale sur la stratégie à travers sa théorie, l'histoire de sa pensée, la géostratégie et l'histoire militaire et navale. L'ISC est lié à l'EPHE depuis sa fondation, la grande majorité de ses chercheurs enseignants à l'EPHE et l'ISC étant dans les locaux de l'EPHE. L'Institut de Stratégie Comparée est aujourd’hui le premier institut français de recherche stratégique par l’ampleur de ses publications, avec la seule revue consacrée à la stratégie et plus de 100 livres publiés en 10 ans.

## Histoire
Fondé en 1994 en tant qu'Institut de stratégie comparée par Hervé Coutau-Bégarie, enseignant à l'EPHE, il prend le statut d'association loi de 1901, à la suite de la dissolution de la Fondation pour les études de défense nationale. La même année, il rachète les actifs de la fondation, en particulier la revue Stratégique dont la publication est reprise l'année suivante. Il s'est ensuite rapproché de deux instituts, la Commission française d’histoire militaire et l’Institut d’histoire des conflits contemporains, avec qui il a mutualisé ses moyens.
Le 15 juin 2010, l’Institut de Stratégie Comparée, l’Institut d’Histoire des Conflits Contemporains et la Commission Française d’Histoire Militaire ont officiellement fusionné pour donner naissance à l’Institut de Stratégie et des Conflits – Commission Française d’Histoire Militaire (ISC-CFHM), avant que cette association ne soit finalement dissoute par décision de son assemblée générale du 12 octobre 2013. L'ISC-CFHM est donc redevenu l'ISC depuis 2013.

## Organisation
Il est dirigé par un conseil d'administration de 9 membres présidé par Georges-Henri Soutou et est constitué d'un conseil scientifique présidé par Lucien Poirier et comportant 40 membres. L'ensemble de ses chercheurs y travaillent de manière informelle, les moyens limités de l'institut ne lui permettant pas de posséder de chercheurs à plein temps.

### Présidents[1]
- 1994-2012 : Hervé Coutau-Bégarie
- 2012-2022 : Georges-Henri Soutou
- 2022- : Martin Motte

## Publications
L'institut publie une revue trimestrielle, Stratégique, ainsi qu'une lettre d'information destinée à ses membres, Histoire militaire et stratégie. D'autres revues sont publiées sous ses auspices : Guerres mondiales et conflits contemporains, la version française de la Revue internationale d'histoire militaire et Prospective et stratégie.
L'ISC-CFHM publie de très nombreux ouvrages en huit collections, pour la plupart disponibles aux éditions Economica, et s'est positionné comme le premier producteur français de littérature stratégique ces vingt dernières années. Nombre de textes de référence sont disponibles sur son site internet.